# You Know Who
You Know Who var et dansk popband. You Know Who debuterede i 1997 med albummet You Know Who. Albummet indeholdt hits som "Guantanamera" og "The Greatest Gift". Albummet solgte 48.000 eksemplarer i Danmark. Desuden udgav gruppen julesangen "Finally It's Christmas Again", der var den femte mest spillede danske julesang i 2009 og det ottende mest spillede i 2010. Sangen var derudover den sjette mest indtjenende danske julesang i perioden 2008-2012.

## Diskografi
- You Know Who (1997)